# Aritranis chinensis
Aritranis chinensis là một loài tò vò trong họ Ichneumonidae.